# Alvise Vivarini

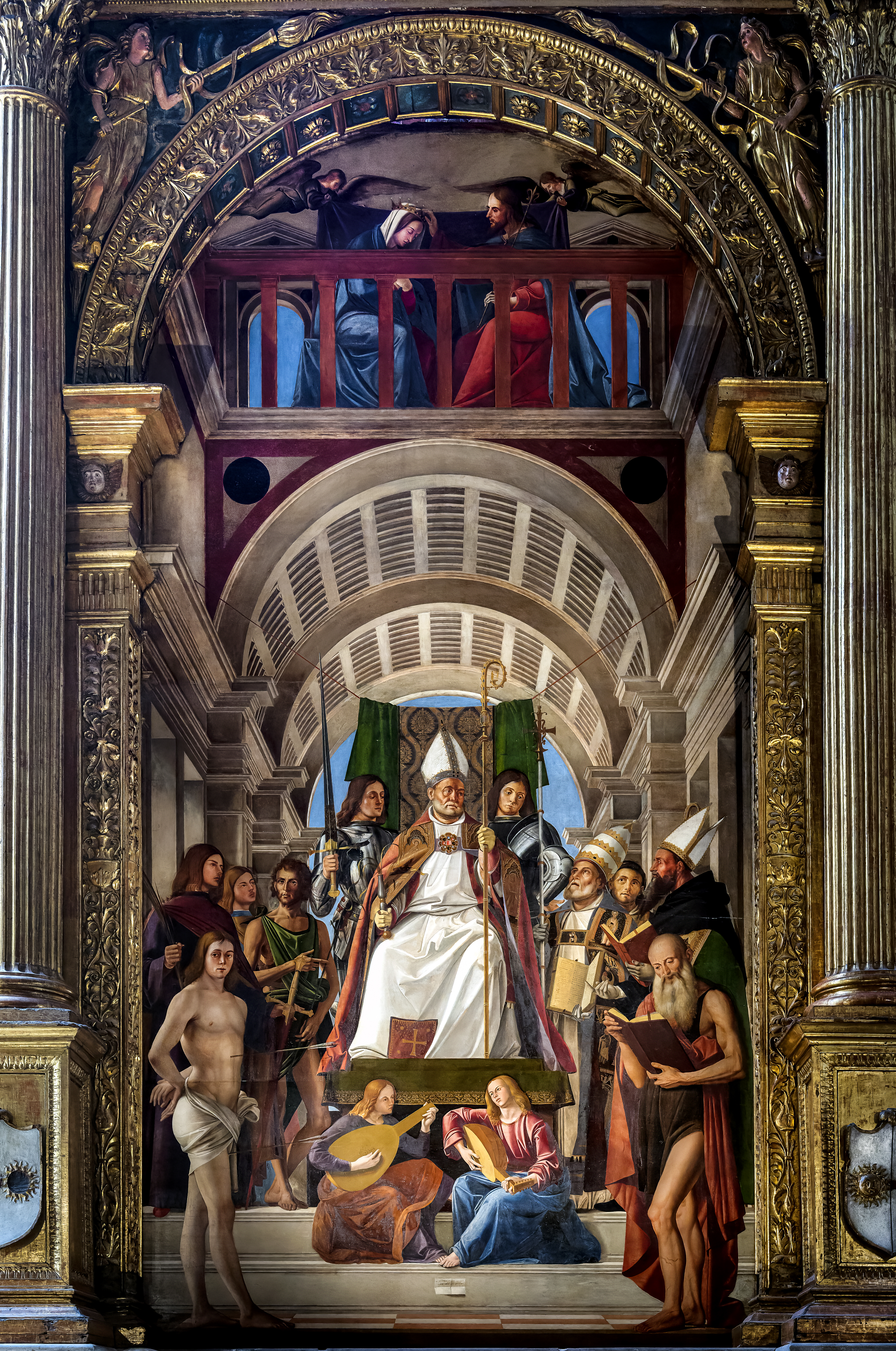
Gloria de San Ambrosio, obra póstuma de Alvise Vivarini, completada por Marco Basaiti.

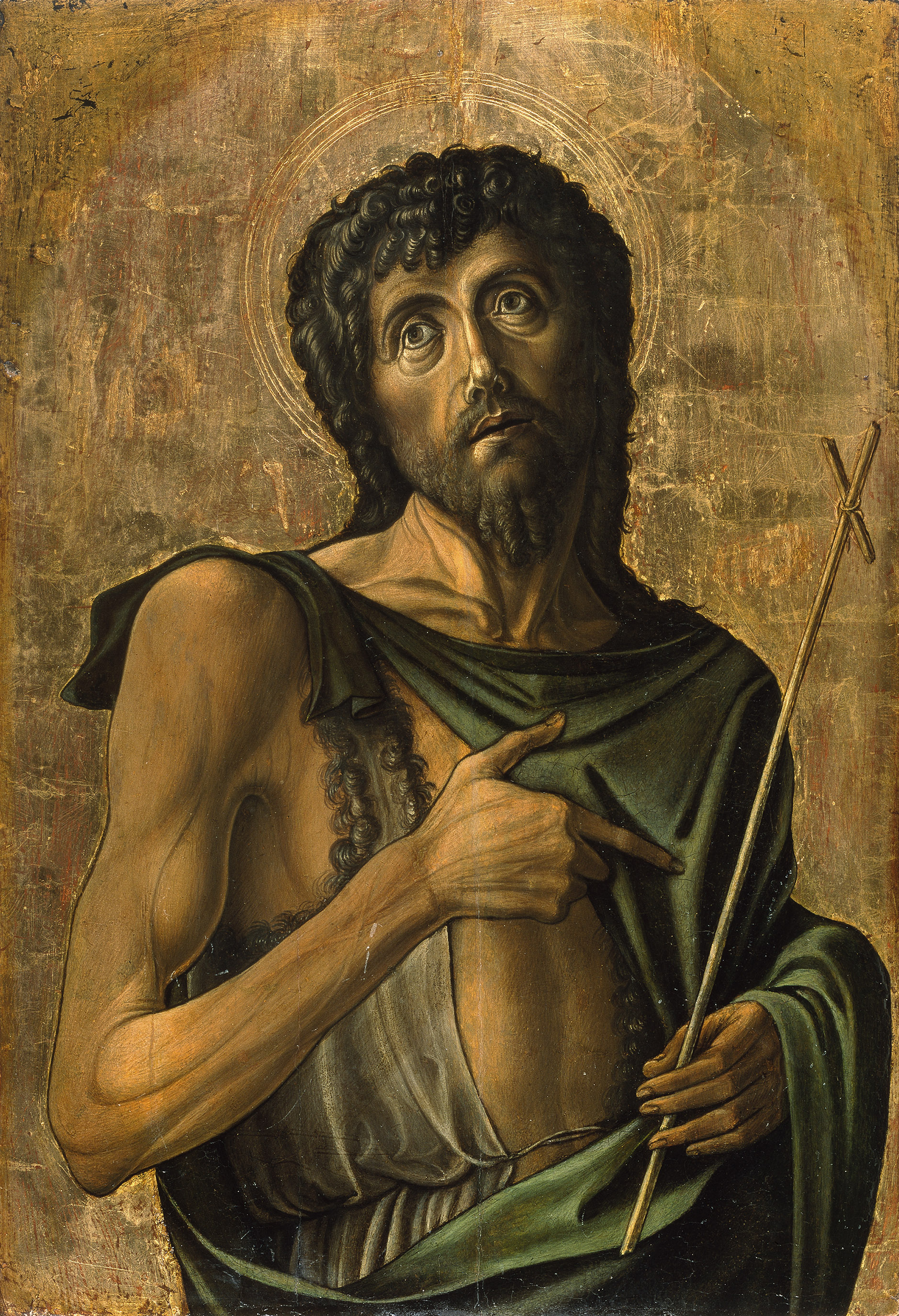
San Juan Bautista, temple y oro sobre tabla, 48,5 x 33,5 cm, Madrid, Museo Thyssen-Bornemisza.

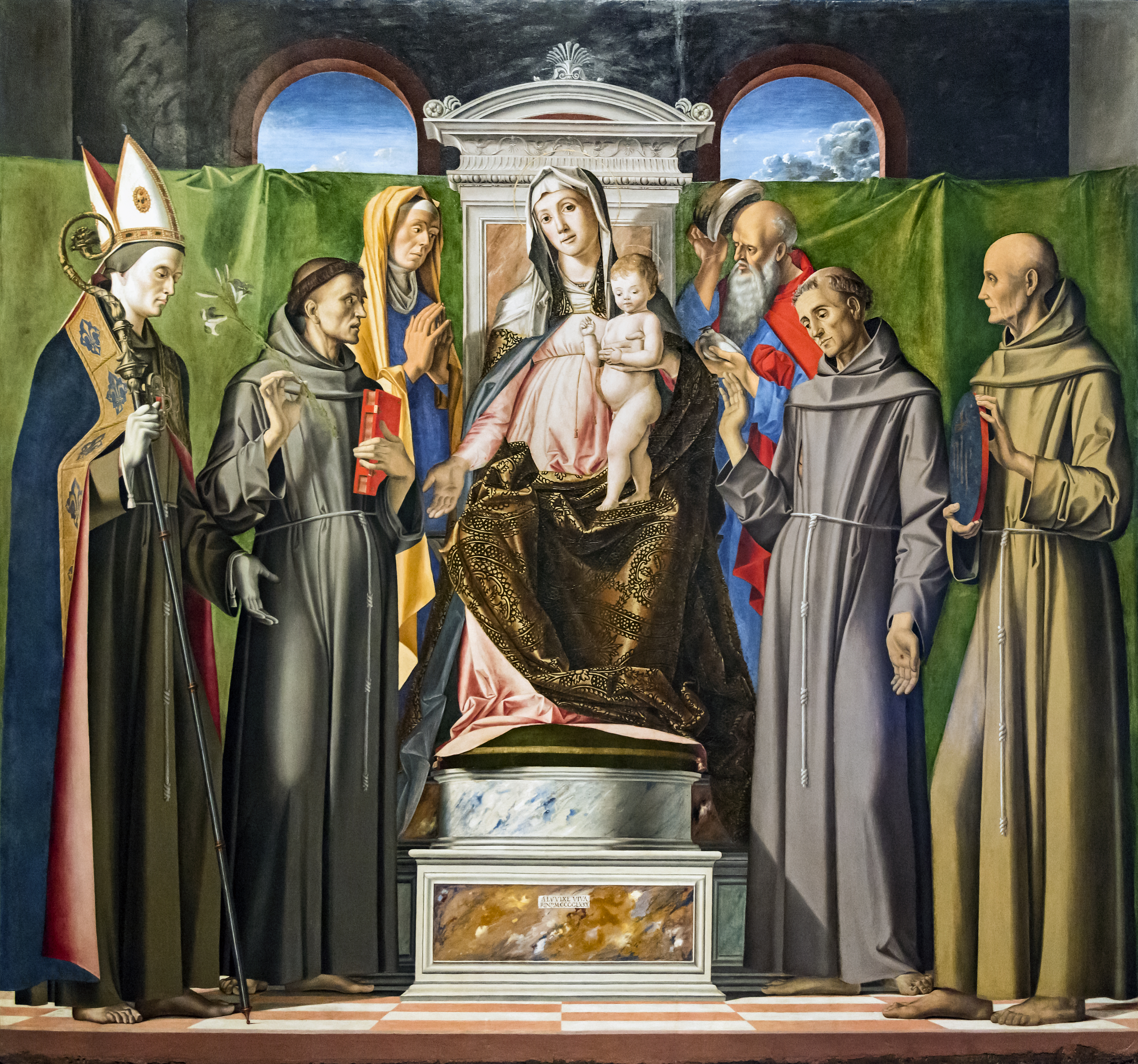
Virgen entronizada con santos.

Alvise Vivarini o Luigi Vivarini (Murano, c. 1446 - Venecia, 1503), fue un pintor renacentista italiano que trabajó principalmente en la ciudad de Venecia. Pertenecía a una dinastía de pintores originaria de Murano que dio varios artistas de cierta relevancia en el temprano renacimiento veneciano.

## Biografía
Era hijo del pintor Antonio Vivarini, aunque parece que de su formación como artista se encargó su tío Bartolomeo Vivarini. Por parte materna era sobrino del también pintor Giovanni d'Alemagna, que trabajó junto a los Vivarini en diversos proyectos. 
La primera mención documental que de Alvise tenemos consta en el testamento de su madre (1457 y 1458). Aparece ya como artista por derecho propio en 1476 cuando se inscribe en la Scuola della Carità de Venecia y firma un políptico para los franciscanos de Montefiorentino (Marcas). En dicha obra podemos observar ya los trazos de un artista con personalidad propia, que muestra respeto por lo aprendido en el taller de sus mayores, pero incorpora la influencia simplificadora de Antonello da Messina, presente en Venecia en aquel momento.
Aunque fue un representante de la corriente más inmovilista del arte veneciano de su época, el estilo de Alvise es más avanzado que el de sus progenitores, incorporando efectos de perspectiva arquitectónica. Sus mejores obras consiguen comunicar una calidez y un lirismo que le hacen un artista de acentuada personalidad, capaz de conseguir bellos efectos lumínicos gracias a su dominio del color.
En 1488 obtiene el encargo de pintar tres lienzos para la Sala del Gran Consiglio del Palazzo Ducale, donde también estaba trabajando Giovanni Bellini. Sin embargo, la muerte le impidió completar el encargo, dejando sólo uno de los cuadros terminado.
Giorgio Vasari menciona la desgracia de Vivarini. Parece que esta impresión es confirmada por los documentos, que atestiguan la enfermedad que arruinó, física y financieramente al artista durante sus últimos años. Tal vez esto puede corroborarse a la luz de la contemplación de su obra tardía, que denota signos de cansancio y estancamiento creativo.
Entre sus alumnos figuran Marco Basaiti, Girolamo Mocetto y Vincenzo Catena.

## Obras destacadas
- San Juan Bautista (1475, Museo Thyssen-Bornemisza, Madrid).
- Políptico de Montefiorentino: Virgen entronizada con santos; Adoración de Cristo (1476, Galería Nacional de las Marcas, Urbino).
- San Jerónimo en el desierto (1476, National Gallery of Art, Washington).
- Retablo de Pentecostés (1478, Bode-Museum, Berlín).
- SS. Francisco y Juan el Bautista (1478-1480, Museos Cívicos de Pavía)
- Virgen con santos (1480, Galleria dell'Accademia, Venecia).
- San Mateo y San Juan Bautista (Galleria dell'Accademia, Venecia).
- Virgen con el Niño y cuatro santos (Galleria Nazionale delle Marche, Urbino).
- Cristo con la Cruz a cuestas (Santi Giovanni e Paolo, Venecia), fresco.
- Virgen con el Niño (Galleria Franchetti Ca' d'Oro, Venecia).
- Crucifixión con María Magdalena y un donante (Museo Poldi Pezzoli, Milán).
- Otón de Suabia promete mediar entre Venecia y su padre Federico Barbarroja (Sala del Gran Consiglio, Palazzo Ducale, Venecia), destruido en 1577.
- Federico Barbarroja recibe a su hijo (Sala del Gran Consiglio, Palazzo Ducale, Venecia), destruido en 1577.
- Retrato de hombre (1495, National Gallery of Art, Washington).
- Retrato de hombre (1497, National Gallery, Londres).
- Resurrección de Cristo (1497-98, San Giovanni in Bragora, Venecia).
- Cristo bendiciendo (1498, Ca' Rezzonico, Museo del Settecento Veneziano, Venecia).
- Virgen adorando al Niño durmiente (1500, Redentore, Venecia).
- Apoteosis de San Ambrosio (1503, Capilla Milimesi, Santa Maria Gloriosa dei Frari, Venecia), completada por Marco Basaiti.